# Duarte Pacheco

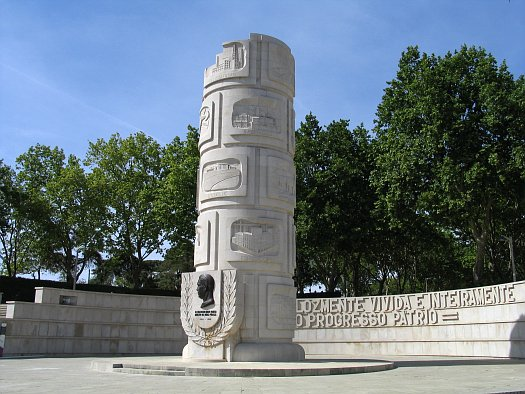
Monumento a Duarte Pacheco em Loulé.

Duarte José Pacheco GCC • GCSE (São Clemente, Loulé, 19 de abril de 1900 — Setúbal, 16 de novembro de 1943) foi um engenheiro e estadista português.

## Vida
Último de quatro filhos e sete filhas de José de Azevedo Pacheco (São Clemente, Loulé, 18 de Janeiro de 1864 — 1914), dirigente local do Partido Regenerador e chefe da Repartição de Finanças em Loulé, e de sua mulher Maria do Carmo Pontes Bota (São Clemente, Loulé — 1906), doméstica. Nasceu em Loulé, segundo o assento de batismo, a 19 de abril de 1899, no entanto, Duarte Pacheco sempre afirmou que tal menção se tratava de um lapso, uma vez que teria nascido em 1900. Apenas foi batizado na freguesia de São Pedro, em Faro, a 25 de dezembro de 1903, onde o pai exercia o cargo de Administrador do Concelho. Foi seu padrinho de batismo o então Governador Civil de Faro, João José da Silva Ferreira Netto. Era sobrinho paterno de Marçal de Azevedo Pacheco.
Ingressou aos 17 anos no Instituto Superior Técnico da Universidade Técnica de Lisboa, onde se formou, em 1923, em Engenharia Eletrotécnica. Um ano depois foi contratado como assistente e em 1925 já era professor catedrático, ensinando a cadeira de Matemáticas Gerais. Em 1926 tornou-se diretor interino do IST e, em 10 de agosto de 1927, o Conselho Escolar determinou por unanimidade a sua nomeação como Diretor efetivo.
Em 1928, com apenas 29 anos, ocupou pela primeira vez um cargo político, ao ser nomeado para Ministro da Instrução Pública do primeiro governo de José Vicente de Freitas, estando Óscar Carmona na presidência da república. Tomou posse a 18 de abril mas exerceu estas funções apenas durante uns curtos meses, tendo-se demitido a 10 de novembro do mesmo ano.
Durante o mandato, foi Duarte Pacheco a viajar até Coimbra para convencer António de Oliveira Salazar a regressar à pasta das Finanças, depois do curto período em que integrou o Governo de Mendes Cabeçadas,  ainda marcado pela desgraça política financeira do General João Sinel de Cordes, com quem tinha tentado colaborar. A missão foi bem sucedida, tanto que Salazar tomou posse a 28 de abril desse mesmo ano.
Sob a orientação de Duarte Pacheco, deu-se início à construção dos edifícios do Instituto Superior Técnico em Lisboa, construindo-se aquele que viria a ser o primeiro campus universitário português. Diz-se que os vidros utilizados nos edifícios foram enviados por diversas indústrias vidreiras como amostras solicitadas pelo próprio Ministro, a fim de determinar o de melhor qualidade. Acabaram estes por ser utilizados nas janelas do edifício sem se terem informado as indústrias solicitadas e sem ter havido nenhum tipo de remuneração.
Aos 33 anos, Duarte Pacheco voltou a ser convidado a integrar um Governo. Em 1932, Salazar convidou-o a integrar a pasta de Ministro das Obras Públicas e Comunicações. Tomou posse a 5 de julho de 1932, ficando encarregue destas funções até 18 de janeiro de 1936, altura em que abandonou o Governo.
Entretanto, a 1 de julho de 1933, foi agraciado com a Grã-Cruz da Ordem Militar de Cristo.
Em 1936, com uma reforma da corporação política, Duarte Pacheco foi afastado do Governo, regressando ao Instituto Superior Técnico. Ferido politicamente, diz-se ter o ex-Ministro profetizado que "hão de vir em peregrinação pedir-me desculpas e suplicar-me que regresse".
No dia 1 de janeiro de 1938 Duarte Pacheco foi nomeado presidente da Câmara Municipal de Lisboa, e meses depois, a 25 de maio, em acumulação, novamente ministro do Governo, passando a ocupar a pasta das Obras Públicas e Comunicações. Duarte Pacheco ocuparia estas funções até falecer.
A 18 de dezembro de 1940 foi agraciado com a Grã-Cruz da Ordem Militar de Sant'Iago da Espada.
A 18 de setembro de 1941 foi inaugurada a Ponte Eng. Duarte Pacheco entre o Torrão atualmente fazendo parte da freguesia de Alpendorada, Várzea e Torrão (Marco de Canaveses) e o lugar de Entre-os-rios na freguesia da Eja (Penafiel) pelo Presidente da República Óscar Carmona. Assistiu à cerimónia, entre outros, o Eng.º Duarte Pacheco, Ministro das Obras Públicas e Comunicações, que viria a dar nome à ponte.

## Morte
Na manhã de 15 de novembro de 1943, Duarte Pacheco foi a Vila Viçosa, inteirar-se dos trabalhos em curso para a construção da estátua de D. João IV, mas queria chegar a tempo ao Conselho de Ministros, marcado para a tarde. Ao regressar a Lisboa, na Estrada Nacional n.º 4, no lugar da Cova do Lagarto, entre Montemor-o-Novo e Vendas Novas, o veículo oficial seguia a alta velocidade e despistou-se, embatendo com o lado direito num sobreiro. Um acompanhante teve morte imediata. Os outros sofreram ferimentos relativamente ligeiros. Os de Duarte Pacheco foram graves. O ministro foi transportado para o Hospital da Misericórdia em Setúbal. Mal foi informado, Salazar seguiu para lá, fazendo-se acompanhar de um grupo de médicos reputados. De nada puderam valer e, na madrugada de 16, era confirmado o óbito de Duarte Pacheco, devido a uma hemorragia interna.

## Obra

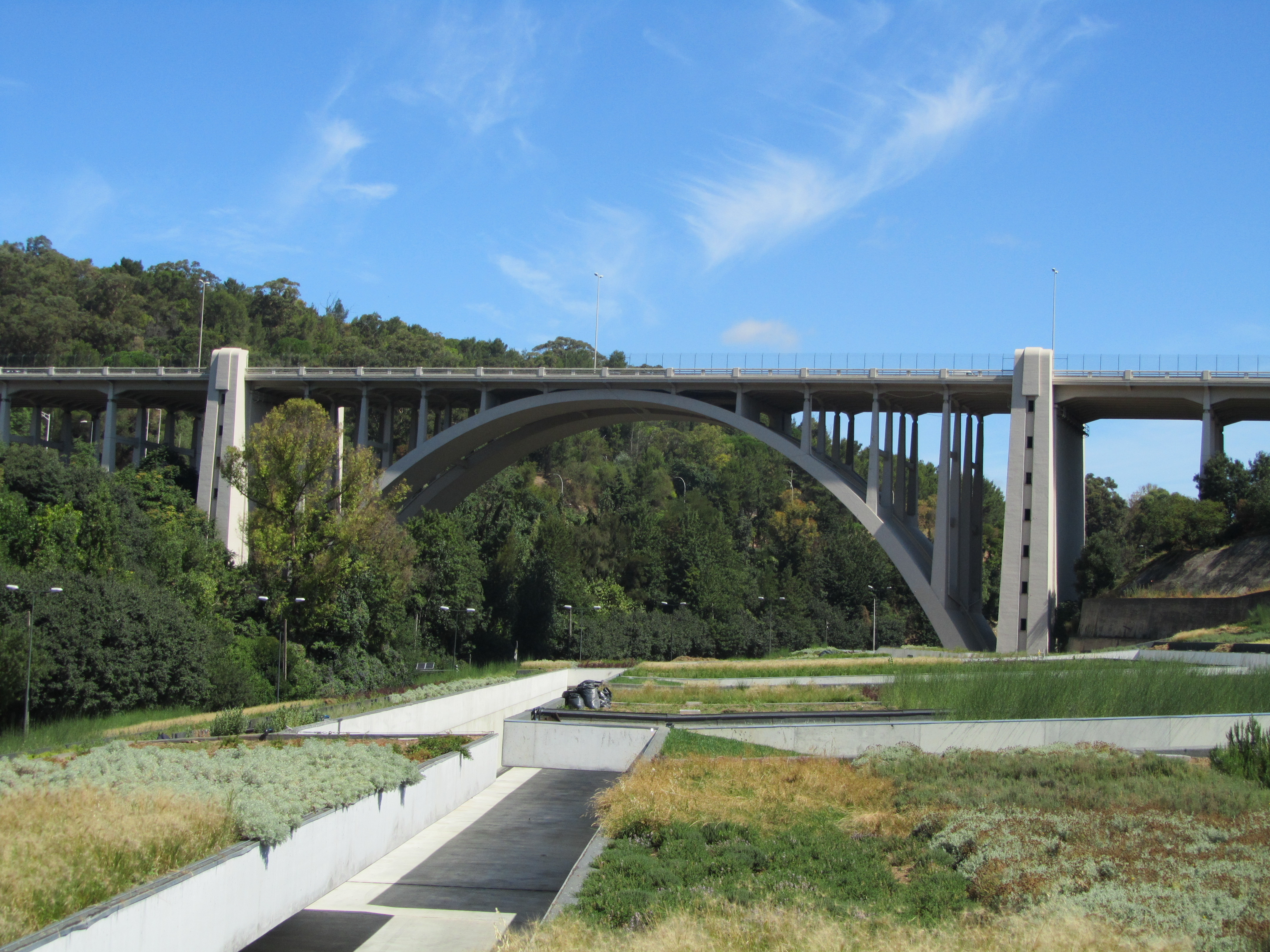
Viaduto Duarte Pacheco.

Em 1933, o engenheiro Duarte Pacheco iniciou uma profunda modernização dos serviços dos Correios e Telecomunicações por todo o país. Neste mesmo ano, nomeou uma Comissão Técnica para estudar e elaborar um plano que pudesse levar à construção de uma ponte sobre o rio Tejo, ligando Lisboa, pela zona do Beato a Montijo. Chegou mesmo, no ano de 1934, a propor a construção de uma ponte rodo-ferroviária, em Conselho de Ministros.
Foi o grande impulsionador da construção dos "novos Bairros Sociais" de Alvalade, com autoria do Arq. Faria da Costa, Encarnação, com autoria do Arq. Paulino Montês, Madredeus e Caselas, estes dois últimos à conta dos Serviços Técnicos da C.M.de Lisboa, bem como do grande Plano da Encosta do Restelo da autoria do Arq. Faria da Costa, tudo isto em Lisboa.  Lançou o traçado  da atual Avenida de Roma, em Lisboa, da forma como ainda hoje permanece, do ponto de vista imobiliário.
Ao longo da sua carreira, quer como professor ou estadista, Duarte Pacheco promoveu, e revolucionou, o sistema rodoviário de Portugal, para além das inúmeras construções de obras públicas que mandou executar, tais como a marginal Lisboa-Cascais, o Estádio Nacional, e a Fonte Luminosa, em Lisboa. Foi sua, também, a criação do Parque de Monsanto, e contribuiu para a construção do aeroporto da cidade de Lisboa. Foi também, o grande responsável pela Organização da Exposição do Mundo Português, realizada em 1940 em Lisboa, acontecimento singular do século XX que influenciou em muitos aspetos o ritmo cultural das décadas que se seguiram.
O seu nome consta na lista de colaboradores da Revista Municipal da Câmara Municipal de Lisboa (1939-1973).